# M・ナイト・シャマラン
M・ナイト・シャマラン（M. Night Shyamalan、本名: Manoj Nelliattu Shyamalan、1970年8月6日 - ）は、インド系アメリカ人の映画監督・脚本家・映画プロデューサーである。代表作に『シックス・センス』『サイン』などがある。2008年、インド政府によりパドマ・シュリー勲章が授与された。

## 生い立ち
インドのポンディシェリ連邦直轄領マーヒでヒンドゥー教徒の家庭に生まれる。母親は産婦人科医であった。生後6週間でペンシルベニア州フィラデルフィア郊外に移った。カトリック系の中学、高校に通い、1988年にニューヨーク大学の奨学金を手にした。シャマランはニューヨーク大学の芸術学部で学び、1992年に卒業した。その当時にシャマランはセカンドネームの「ナイト」をつけた。
シャマランは幼少の頃にスーパー8カメラを買い与えられ、早くから映画製作者を志望していた。父親は医学の道へ進むことを希望したが、母親はシャマランの意思を尊重した。シャマランはスティーヴン・スピルバーグに憧れ、17歳までに45本もの自主映画を撮った。その幾つかはDVDの映像特典として視聴することができる。

## キャリア
1本目の映画は大学時代に家族や友人から資金を借りて製作した半自伝的ドラマ作品『Praying with Anger』であった。1992年9月12日にトロント国際映画祭で上映され、さらにイリノイ州ウッドストックで1週間だけ劇場で商業上映もされた。
1995年に第2作『翼のない天使』を脚本・監督したが、1998年まで公開されなかった。彼の両親はこの映画ではアソシエイト・プロデューサーであった。映画は限定公開され、600万ドルの製作費に対し、興行収入30万5704ドルを記録した。また同年シャマランはグレッグ・ブルッカーと共同で『スチュアート・リトル』の脚本を執筆した。
1999年には脚本・監督を務めた『シックス・センス』が商業的に成功をおさめ、アカデミー賞では作品賞、監督賞、脚本賞にノミネートされ、国際的な知名度を上げた。2000年公開の『アンブレイカブル』、2002年の『サイン』もまた興行的、批評的にも成功した。しかし監督6作目の『ヴィレッジ』（2004年）が賛否両論の評価となり、続く『レディ・イン・ザ・ウォーター』（2006年）は製作費7500万ドルを回収できずに興行的にも失敗し、評論家にも酷評され、さらにシャマランは第27回ゴールデンラズベリー賞で最低監督賞と最低助演男優賞を受賞した。2008年の『ハプニング』は興行的に成功するも、批評家の反応はまた低迷した。
2010年にはニコロデオンのテレビアニメ『アバター 伝説の少年アン』を原作とした『エアベンダー』が公開される。これは今までオリジナル脚本を書いてきたシャマランにとって初めて、他人の原作にもとづく仕事となった。『エアベンダー』の興行収入は全世界で3億ドルを超えたが、Rotten Tomatoesでの批評家支持率は6%でシャマランの作品では過去最低の数値となった。また同作品は第31回ゴールデンラズベリー賞では最低作品賞、最低監督賞、最低脚本賞を含む5部門を受賞した。
2008年7月、シャマランはメディア・ライツ・キャピタルと共同でナイト・クロニクルズを立ち上げた。シャマランは監督はせずにプロデュースに専念し、2010年に第1作『デビル』が公開された。この映画はシャマランの原案をブライアン・ネルソンが脚本化し、ジョン・エリック・ドゥードルが監督した。
2013年5月にはジェイデン・スミスとウィル・スミス主演の『アフター・アース』が公開された。シャマランはこの作品で初めてデジタルでの映画撮影を行った。
2014年1月、ブルース・ウィリスを再度迎えた新作映画『Labor of Love』の製作がアナウンスされたが、実現には至らないまま2022年にウィリスは俳優を引退した。
同年11月、ユニバーサル・ピクチャーズはシャマランが水面下で制作を行っていた『ヴィジット』の配給権を獲得した。2015年9月に全米公開され、500万ドルの製作費に対して、9800万ドルの興行収入を獲得し、興行的に成功を収めた。これは、2015年製作のスリラー映画としては、5番目に稼いだ作品となった。
2017年、『スプリット』が公開された。この作品では、好意的な反応を集め、興行的にも巨額の成功を収めた。
2019年、『アンブレイカブル』『スプリット』の続編に当たる、三部作の最終作『ミスター・ガラス』が公開された。2億4000万ドルの興行収入を達成したが、批評家からの反応は芳しいものではなかった。
2021年7月、『オールド』が全米公開された。批評家からは賛否両論の評価を受けた。
2023年、『ノック 終末の訪問者』が公開され、全世界で5400万ドル以上の興行収入を記録した。批評家からは概ね好意的な評価を受けた。
同年2月、新作映画『トラップ』が2024年8月2日にワーナー・ブラザース・ピクチャーズの配給で全米公開されると発表された。

### その他
クリス・コロンバスとアルフォンソ・キュアロンの降板を受けて『ハリー・ポッターと炎のゴブレット』の監督を打診されたが、『パイの物語』の映画化のほうに関心があったためにこれを断っている。なお『パイの物語』は後に『ライフ・オブ・パイ/トラと漂流した227日』としてアン・リーによって映画化されている。
2008年公開の『インディ・ジョーンズ/クリスタル・スカルの王国』のプロジェクトに一時期脚本として関わっていたが、辞退した。このプロジェクトで最初に脚本の執筆を頼まれたのが彼であったという。辞退したのは、当時シャマランは『アンブレイカブル』の製作を終えようとしていた時期で、次作『サイン』のアイデアがすでに頭の中にあったということ、またスティーヴン・スピルバーグやジョージ・ルーカスも世界中のあちこちで撮影を行っていたため、3人がそろって話し合うことが困難であったことなどが理由だった。
『シックス・センス』『アンブレイカブル』『サイン』『ヴィレッジ』のDVDには、特典映像としてシャマランが少年時代に製作した自主映画の一部が収録されている。

## 私生活
1993年にニューヨーク大学時代に出会った心理学者と結婚し、その後3人の娘をもうけた。家族はシャマランがよく撮影現場に使うフィラデルフィア近郊に住んでいる。またシャマランの製作会社であるブランディング・エッジ・ピクチャーズはペンシルベニア州に在る。

## フィルモグラフィ

### 映画
| 年   | 題名                                           | 役割 | 役割 | 役割 | 役割 | 役名                       | 備考                                  |
| 年   | 題名                                           | 監督 | 製作 | 脚本 | 出演 | 役名                       | 備考                                  |
| ---- | ---------------------------------------------- | ---- | ---- | ---- | ---- | -------------------------- | ------------------------------------- |
| 1992 | Praying with Anger                             | Yes  | Yes  | Yes  | Yes  | Dev Raman                  |                                       |
| 1998 | 翼のない天使 Wide Awake                        | Yes  | No   | Yes  | No   | N/A                        | 日本劇場未公開                        |
| 1999 | シックス・センス The Sixth Sense               | Yes  | No   | Yes  | Yes  | ドクター・ヒル             |                                       |
| 1999 | スチュアート・リトル Stuart Little             | No   | No   | Yes  | No   | N/A                        |                                       |
| 2000 | アンブレイカブル Unbreakable                   | Yes  | Yes  | Yes  | Yes  | ドラッグ・ディーラー       |                                       |
| 2002 | サイン Signs                                   | Yes  | Yes  | Yes  | Yes  | レイ・ラディ               |                                       |
| 2004 | ヴィレッジ The Village                         | Yes  | Yes  | Yes  | Yes  | ジャイ                     |                                       |
| 2006 | レディ・イン・ザ・ウォーター Lady in the Water | Yes  | Yes  | Yes  | Yes  | ヴィック・ラン             |                                       |
| 2008 | ハプニング The Happening                       | Yes  | Yes  | Yes  | Yes  | ジョーイ（声）             |                                       |
| 2010 | エアベンダー The Last Airbender                | Yes  | Yes  | Yes  | No   | N/A                        |                                       |
| 2010 | デビル Devil                                   | No   | Yes  | No   | No   | N/A                        | 原案                                  |
| 2013 | アフター・アース After Earth                   | Yes  | No   | Yes  | No   | N/A                        | 製作総指揮 ゲイリー・ウィッタ共同脚本 |
| 2015 | ヴィジット The Visit                           | Yes  | Yes  | Yes  | No   | N/A                        |                                       |
| 2017 | スプリット Split                               | Yes  | Yes  | Yes  | Yes  | ジャイ                     |                                       |
| 2019 | ミスター・ガラス Glass                         | Yes  | Yes  | Yes  | Yes  | ジャイ                     |                                       |
| 2021 | オールド Old                                   | Yes  | Yes  | Yes  | Yes  | 運転手                     |                                       |
| 2023 | ノック 終末の訪問者 Knock at the Cabin         | Yes  | Yes  | Yes  | Yes  | インフォマーシャルのホスト |                                       |
| 2024 | ザ・ウォッチャーズ The Watchers                | No   | Yes  | No   | No   | N/A                        |                                       |
| 2024 | トラップ Trap                                  | Yes  | Yes  | Yes  | Yes  | レディ・レイヴンの叔父     |                                       |

### テレビシリーズ
| 年   | 題名                                              | 備考                   |
| ---- | ------------------------------------------------- | ---------------------- |
| 2007 | アントラージュ★オレたちのハリウッド Entourage     | シーズン4 ゲスト出演   |
| 2015 | ウェイワード・パインズ 出口のない街 Wayward Pines | 製作総指揮・第1話 監督 |

### WEBシリーズ
| 年        | 題名                                  | 配信局    | 備考                      |
| --------- | ------------------------------------- | --------- | ------------------------- |
| 2019-2021 | サーヴァント ターナー家の子守 Servant | Apple TV+ | 製作総指揮、第1・9話 監督 |